# Eugenio Lucas Velázquez

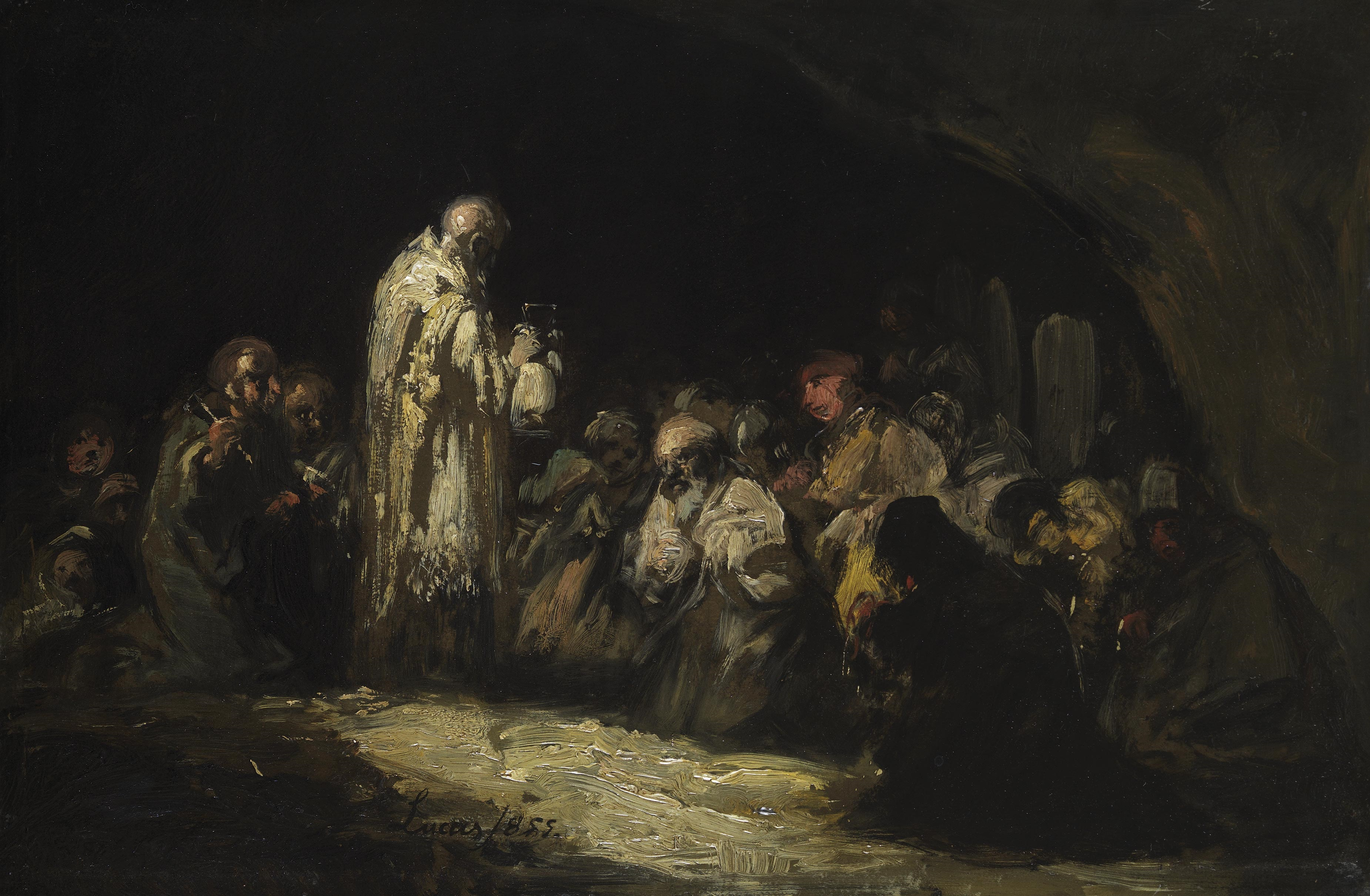
A comunhão, na qual se aprecia a influência de Goya.

Eugenio Lucas Velázquez  (Alcalá de Henares, 1817 — Madrid, 1870) foi um pintor romântico espanhol.
Estudou na Real Academia de Belas-Artes de São Fernando. Viajou pela Itália e Marrocos, visitando igualmente Paris. Com uma irmã de Jenaro Pérez Villaamil teve o seu filho, o também pintor Eugenio Lucas Villaamil.
Abandonou o neoclassicismo dos seus mestres seguindo a pintores como Velázquez e Goya. Seguiu, sobretudo, a linha satírica deste último. 
Cultiva a pintura costumbrista e cenas fantásticas e sinistras, mas também paisagens e retratos. Entre as suas obras, cabe citar Condenado pela Inquisição e Os filhos do artista.